# Alvarado Guardacosta
Alvarado Guardacosta es una localidad del municipio de Centro ubicado en la subregión centro del estado mexicano de Tabasco.

## Geografía
La localidad de Alvarado Guardacosta se sitúa en las coordenadas geográficas 17°50′08″N 92°59′20″O / 17.835556, -92.988889, a una elevación de 16 metros sobre el nivel del mar.

## Demografía
Según el Conteo de Población y Vivienda 2020, efectuado por el Instituto Nacional de Estadística y Geografía, la localidad de Alvarado Guardacosta tiene 439 habitantes, de los cuales 208 son del sexo masculino y 231 del sexo femenino. Su tasa de fecundidad es de 2.06 hijos por mujer y tiene 129 viviendas particulares habitadas.
| Gráfica de evolución demográfica de Alvarado Guardacosta entre 1940 y 2020 |
|                                                                            |
| INEGI.                                                                     |